# 동아프리카 전역 (제2차 세계 대전)
동아프리카 전역(영어: East African Campaign)은 제2차 세계 대전 중 동아프리카에서 대영 제국과 영국 연방과 이탈리아 왕국과의 전투로 1940년 6월부터 1941년 11월까지 지속되었다.
영국의 중동 사령부 아래, 영국은 영연방 국가에서의 많은 신병 뿐 아니라, 일반 영국군도 참가하여 영연방 국가는 참가를 강요당했다(참가 국가: 앵글로-이집트 수단, 영국령 동아프리카, 영국령 소말릴란드, 영국령 인도 제국, 남아프리카 연방, 북로디지아, 남로디지아, 니아살랜드, 영국령 서아프리카, 영국 위임통치령 팔레스타인.) 영국과 영연방군 이외에도, 에티오피아 게릴라군, 자유 프랑스군, 자유 벨기에군도 참가하였다. 이탈리아군은, 이탈리아 국민, 동아프리카 식민지(이탈리아령 에리트레아, 이탈리아령 소말릴란드군)과 소수의 독일 차량화 군단도 참가하였다. 이탈리아군의 대부분은 동아프리카 식민지의 이탈리아 장교가 이끌고 있었다.
전쟁은 로데시안 공군의 이탈리아 폭격으로 시작하여, 케냐의 와지르 기지 공격과 소말릴란드, 에리트리아, 에티오피아에서 이탈리아군을 밀어내고 1941년 11월 27일에 간다르 전투로 끝났다.

## 배경과 정치적 상황
1936년 5월 9일, 이탈리아의 독재자 베니토 무솔리니는 이탈리아령 동아프리카 제국(Africa Orientale Italiana), AOI)을 선포했다. 제국이 새롭게 점유한 땅은 이탈리아의 이탈리아령 소말릴란드, 에리트리아와 에티오피아였다. 1895년부터 1896년까지의 제1차 이탈리아-에티오피아 전쟁에서, 이탈리아는 완전히 패배하여 메넬리크 2세 에티오피아 왕이 이탈리아 왕립 육군을 아두아 해전에서 이기게 되었다. 1935년부터 1936년까지의 제2차 이탈리아-에티오피아 전쟁에서, 이탈리아는 다시 에티오피아를 침공하고 마침내 에티오피아를 점령할 수 있었다.
세계 대전 중, 영국령 이집트는 중립으로써 1936년 앵글로-이집트 조약으로 영국군은 이집트의 수에즈 운하만 방어했다. 이 때, 이집트 왕국에 수단이 포함되었다. 그러나, 수단은 공동통치로써 앵글로-이집트 수단과 서로 겹쳤다.
1940년 6월 10일, 무솔리니는 프랑스와 영국을 선전포고하여 제2차 세계 대전에 참가하고, 아프리카에서 이탈리아의 세력은 수에즈 운하에서 영국에게 위협이 되었다. 이집트와 수에즈 운하는 무솔리니의 명백한 전쟁 목표였으며, 이탈리아는 프랑스령 소말릴란드를 침공하여 항복시키고 영국령 소말릴란드도 침공하였다. 그러나, 무솔리니는 두 소말릴란드 식민지 대신 처음에 작고 고립된 식민지가 아닌 수단과 이집트나 동아프리카(케냐, 탄자니아, 우간다)에 승리 소식이 오기를 기다렸다.
그러나, 이탈리아 중부 사령부(Italian Central Command)의 계획은 1942년 이후 시작된 것이었다. 1940년 여름, 그들은 아프리카의 광할한 영역을 차지했지만 오랫동안 전쟁에 대비하지 않았다.
전쟁 초기, 영국 중동 사령부의 총사령관이자 장군 아치볼트 웨이벌은 86,000명의 영국 연방군으로 리비아, 이라크, 시리아, 이란, 동아프리카를 방어하고 있었다. 그의 군대는 이집트로 파견되었으며, 영국 위임통치령 팔레스타인, 수단, 영국령 소말릴란드, 케냐와 그 외 여러 위치로도 파견되었다. 약 8마일의 간격을 두고 적국 국경에 배치된 군사는 충돌에 직면할 때 웨이벌은 희망적인 지연 행동으로 이탈리아와의 전투를 해결했다. 이탈리아 영역에서의 공격적인 지연 강화 기습 공격은, 기술과 정신력으로 전투했고 영국과 영연방군은 1940년 7월부터 증가하기 시작했다.
짧은 사람인 웨이벌은 그가 가진 자원이 모두 필요하여 그 하나의 대답에는 에티오피아의 하일레 셀라시에 1세가 있었다. 그는 1936년 영국에 있던 중, 제2차 이탈리아-에티오피아 전쟁으로 인해 황위를 잃었다. 6월 13일, 무솔리니는 프랑스에게 선전포고하고, 그는 쇼트 선더랜드를 타고 영국 남부 해안인 풀 하버까지 왔다. 황제 셀라시에는, 별칭히 '미스터 스트롱'이었으며, 6월 25일에 그는 이집트의 알렉산드리아에 도착했다. 7일 후, 그는 '미스터 스미스'로 수단의 하르툼으로 향했다. 카르툼에서 그는 중장 윌리엄 플랫을 만났다. 황제 셀라시에는 이탈리아 지배의 자유 에티오피아 운동 계획을 논의했다. 7월에, 영국 정부는 셀라시에를 인정하고 그의 왕권을 약속했다.
중동에서의 추축국 위협 때문에, 1940년 10월에 영국 외무 장관 안소니 에덴은 하르툼에서 소집하였다. 이에 참석한 황제 셀라시에는, 남아프리카 연방 장군 얀 스머츠(윈스턴 처칠에게 간단한 지역 간문회를 개최)과 중동 사령부 아치볼트 웨이벌, 그리고 중장 플래트 및 중장 커닝엄을 포함한 여러 고위 군사 지휘관이 있었다. 장군들의 공격 계획은, 에티오피아 비정규군 사용을 합의하였다.
1940년 11월, 영국과 영연방 군대들은 정보적 우위를 얻은 경우 영국 암호연구소에서 블랙치리 공원에서 이탈리아 왕립 육군에 대한 계획을 주었다. 그 후 같은 달에, 이탈리아 왕립 공군의 대체 암호는 연합군의 중동 사령부에 의해 망가졌다. 이 시점부터, 참모총장들은 이집트에서 이탈리아군의 최고 계획을 알아냈다.

## 군사적 상황

### 이탈리아 육군
애메대오, 아오스타 공작은 이탈리아령 동아프리카 사령부(이탈리아어: Africa Orientale Italiana, AOI)의 총독이자 식민지총독이었다. 그는 약 25만명에서 28만명의 군대가 있었다. 1940년, 이탈리아는 북부 섹터(에리트리아 근처의 아스마라), 남부 섹터(에티오피아의 짐마), 동부 섹터(프랑스령 소말릴란드와 영국령 소말릴란드 부근), 주바 섹터(이탈리아령 소말릴란드 남부 키스마요 부근) 등 4개의 섹터로 나누었다. 중장 루이기 퍼시가 북부 섹터를, 장군 파트로 가자라가 남부 섹터, 굴렐르모 나시가 동부 섹터, 카를로 드 시몬이 주바 섹터를 담당했다. 아오스타 공작은 에티오피아의 아디스아바바에 있었다.
아오스타 공작은 제 40 아프리카 보병 사단(이탈리아어: Cacciatori d'Africa)와 제 65 보병 사단 등 두 개의 아프리카 보병 사단으로 이루어져 있었다. 또한, 이탈리아군은 정예 산악 대대(알피니) 1개 대대와, 높은 효율의 기계화 보병 대대(베르사길레니), 자원 민병대(MVSN)과 콜로니얼 민병대, 기타 작은 대대급의 병력이 있었다.
동아프리카의 이탈리아군의 대부분(70% 이상)은 현지 동부 아프리카인으로 구성된 아스카리이었다. 왕립 식민지 군단(이탈리아어: Regio Corpo Truppe Coloniali)는 동아프리카에서 가장 큰 이탈리아 병력이었지만, 이탈리아의 식민지의 대다수 군대는 훈련을 거치지 않았고 식민지 질서 안정으로의 역할만 거의 하였다. 소말리아 두바츠는 경보병을 이용하지만 국경 부족에서 징집하는 밴드가 더 효율적이었다. 에티오피아 아스카리와 비정규군은 짧은 이탈리아의 점령 기간 동안 징집되고 전쟁 발발 이후에는 거의 없었다. 식민지의 왕립 해병대에는 팔콘 피터로 알려진 에리트리아 기병대가 있었다. 영국과 영연방의 군대에는 소형 수류탄과 함께 소대에서의 진격이 이루어졌다.
동아프리카에서 이탈리아군을 위한 장비는 잡동사니들이었다. 병력은 3,300개의 기관총, 24대의 피아트 M11/39 중형 전차, 피아트 L3/35 경전차 다수, 126대의 장갑차와 813기의 대포가 있었다. 동아프리카 이탈리아군이 일반적으로 사용하는 소총은 칼카노였다. 이탈리아는 지중해 보급선에서 동아프리카의 고립 문제에 직면하여, 특히 탄약과 지원군은 매우 적었다.
이탈리아가 가진 또 다른 문제는 아프리카의 뿔 지역에서 발생하는 풍토병으로, 특히 말라리아가 심각했다. 특히 1941년 4월 암바 알리지 포위전에서 이탈리아군의 4분의 1이 감염된 것으로 추정되었다. 암바 알리지 포위전 당시, 이탈리아군은 말라리아 치료제가 없어 1941년 마지막 기간 동안에도 치료제를 만들지 못했다. 심지어, 암바 알리지에서 지휘관 아오스타 공작도 포위전 동안 말라리아게 감염되었다. 그는 항복한지 몇 달 후 1942년 3월 3일에 결핵과 말라리아로 사망했다.

### 영국과 영연방 육군
처음에는 동아프리카에서 영국군은 소장 윌리엄 플랫, 소장 더글러스 디킨스, 영국령 소말릴란드의 중령 아서 레기나더 체터 휘하 부대를 합하여 3만 명이 있었다. 영국군과 영연방군은 이탈리아보다 무장이 잘 되어 있었고, 증원과 물자 지원이 가능했다. 그러나, 이탈리아령 동아프리카와 전투 가능한 병력 수로는 열세였다. 또한, 이탈리아는 리비아에서 적어도 14만명(14개 사단)을 동원했다.
1940년 6월 10일, 수단 전역에서 제4 인도 보병 사단과 제5 인도 보병 사단이 도착하고 이 사단들은 영국 보병 부대 휘하로 들어가고(제5 인도 보병 사단이 도착하자 시행), 플랫의 21개 단체(4,500명)이 모여 수단 국방군 사단 5개(나중에는 6개)이 소형 이동식 기관총으로 무장한 체 생성되었다. 3개 부대는 제1 전투 워켓터스사인 연대, 제1 전투 에렉슨 연대, 제2 전투 웨스트요크서 연대와 9월 중반 제29 인도 보병 사단, 제10 인도 보병 사단, 제9 보병 사단으로 각각 들어갔다. 수단 국방군은 3.7인치 곡사포가 있었으나, 플랫은 대포가 없었다.
케냐에서는, 왕립 아프리카 소총대 (KAR)이 "북부 여단"과 "남부 여단"으로 매우 강력한 병력이 있었다. 1938년에, 두 여단은 94명의 임원과 60명의 비임관 임원, 그리고 2,821대의 탱크가 있었다. 전쟁 발발 이후, 이 KAR군은 급격한 확장과 훈련률을 보였다. 1940년 3월에는 KAR는 883명의 간부, 1,374명의 비간부, 20,026명의 사병이 있었다. 처음 KAR가 건립되었을 때에는 36명의 간부, 44명의 비간부, 1,050명의 사병이 있었다.
처음에는 KAR는 제1 동아프리카 여단과 제2 동아프리카 여단으로 전개되었다. 제1 여단은 연안 방어를 책임졌고, 제2 여단은 내륙 방어를 책임졌다. 7월 말에는 2개 여단이 추가되어 제3 동아프리카 여단과 제6 동아프리카 여단도 배치되었다. 처음에는 이들 여단은 해안 여단과 북부 국경 여단으로 계획되었었다. 그러나, 대신 제1 아프리카 사단과 제2 아프리카 사단으로 편성되었다.
6월 1일, 최초의 남아프리카 군이 케냐의 뭄바사에 도착했다. 7월 말에는 제1 남아프리카 보병 여단 그룹이 제1군에 합류했다. 8월 13일에는 제1 남아프리카 사단이 형성되었다. 이 사단은 제1, 제2, 제5 보병 여단 그룹으로 이루어져 있었다. 연말까지 동아프리카에는 약 27,000명의 남아프리카 사단이 존재했다. 또, 남아프리카의 사단은 제1 남아프리카 사단과 제11 아프리카 사단 또는 제 12아프리카 사단에 존재했다. 남아프리카 사단의 각 여단은 3개의 소총 여단, 장갑차 및 차량화 여단, 지원, 엔지니어, 의무병이 있었다.
7월에는 전쟁 준비 계획에 따라 이 부대들은 케냐에 서아프리카 영국 국경군이 도착했다. 한 여단은 영국령 황금 해안의 제2 (서아프리카) 보병 여단이었고, 다른 하나는 나이지리아에서 온 제1 (서아프리카) 보병 여단이었다. 나이지리아 여단은 두 개의 동아프리카 여단 (KAR 여단)과 일부 남아프리카 여단과 함께 제11 아프리카 사단을 형성했다. 제12 아프리카 사단은 나이지리아 여단과 가나 여단이 합쳐져서 만들어졌다.
영국령 소말릴란드에서는, 체터가 소말릴란드 낙타 군단을 증원했다. 교전 발발 당시, 낙타 군단은 식민지에서 총 1,475명이 있었다. 이 수는 북로디지아 여단도 포함했다.
영국과 영연방군은 동아프리카에서 차량 병력이 비교적 적었다. 대부분의 경우에는 장갑을 갖춘 트럭을 이용했다. 그러나, B소대 제4 영국 전차 연대는 소수의 마틸다 Mk.2 보병전차가 있었다.

## 경과

### 개전과 영국령 소말릴란드 점령

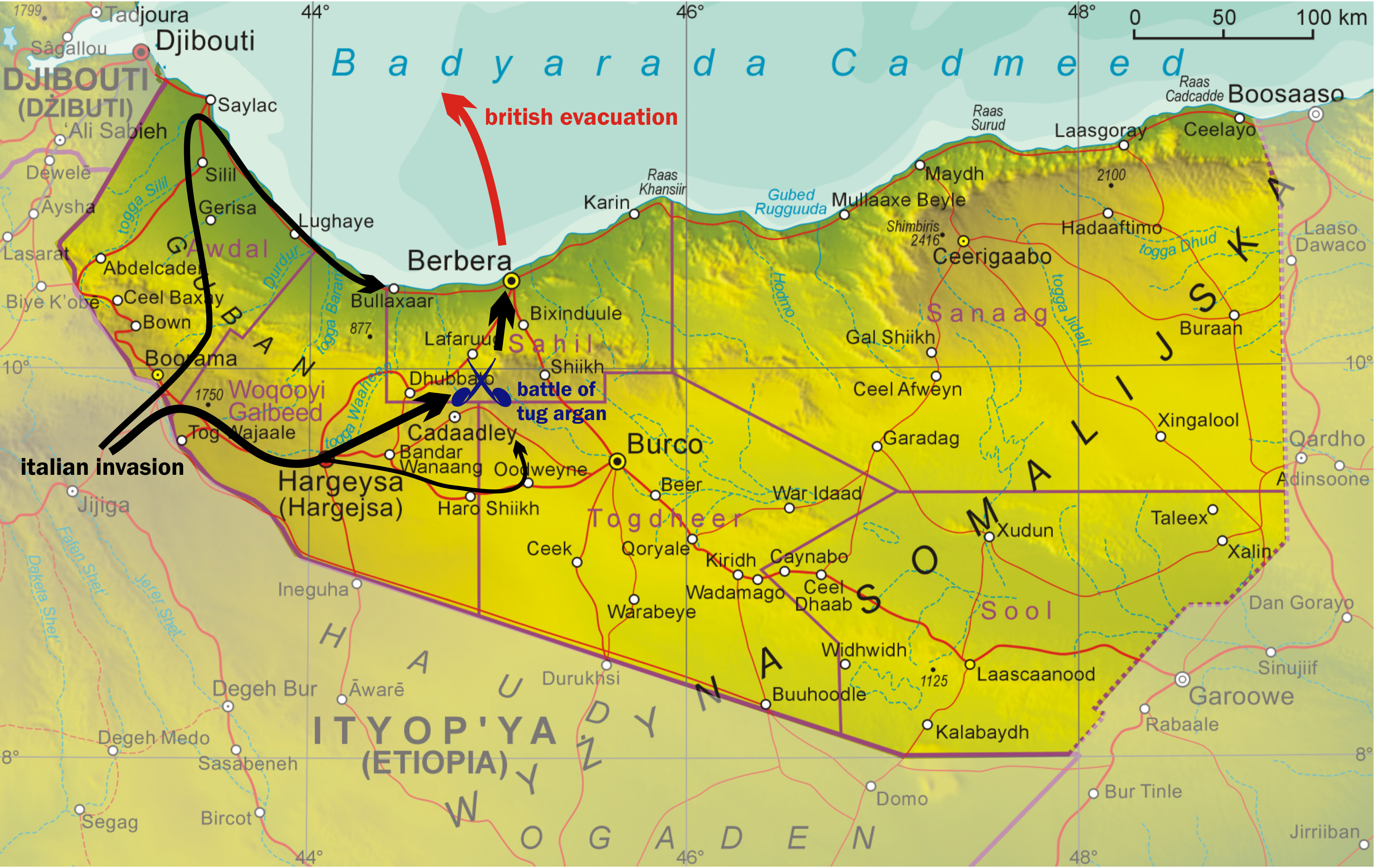
소말릴란드 점령 과정.

이탈리아는 영국이 리비아와 닿은 북아프리카와 독일에 신경을 돌린 가운데 고립된 영국령 소말릴란드로 공격을 시작하였다.
금세 점령된 이 소말릴란드는 영국이 급하게 아덴만 보호령으로 옮긴 가운데 케냐와 수단 지역에서 영국이 병력을 모으기 시작했다.

## 같이 보기
- 북아프리카 전역
- 서부 사막 전역
- 마다가스카르 전투

## 참조
- Antonicelli, Franco (1961). 《Trent'anni di storia italiana 1915 - 1945》 (이탈리아어). Torino: Mondadori ed.
- Barker, A.J. (1971). 《Rape of Ethiopia, 1936》. Ballantine Books. 160 pages. ISBN 978-0345024626.
- Barton, Lt.-Col. JEB. 〈Chapter 5, Section M〉. 《The Italian Invasion of British Somaliland 1st - 18th August 1940》.
- Brett-James, Antony (1951). 《Ball of fire - The Fifth Indian Division in the Second World War》. Aldershot: Gale & Polden. OCLC 4275700. 2020년 3월 27일에 원본 문서에서 보존된 문서. 2013년 2월 9일에 확인함.
- Cernuschi, Enrico (dicembre 1994). 《La resistenza sconosciuta in Africa Orientale》 (이탈리아어). Rivista Storica.
- Churchill, Winston S. (1986) [1949]. 《The Second World War, Volume II, Their Finest Hour》. Boston: Houghton Mifflin Company. ISBN 0-395-41056-8.
- Churchill, Winston S. (1985) [1950]. 《The Second World War, Volume III, The Grand Alliance》. Boston: Houghton Mifflin Company. ISBN 0-395-41057-6.
- Dear, I.C.B.; Foot, M.R.D. (eds) (2005) [1995]. 《Oxford Companion to World War II》. Oxford University Press, USA. 1064 pages. ISBN 978-0192806703.
- Del Boca, Angelo (1986). 《Italiani in Africa Orientale: La caduta dell'Impero》 (이탈리아어). Roma-Bari: Laterza. ISBN 884202810X.
- Ellsberg, Edward (1946). 《Under the Red Sea Sun》. New York: Dodd, Mead & Co. ISBN 0837172640. OCLC 1311913.
- Jowett, Philip (2001). 《The Italian Army 1940-45 (2):  Africa 1940-43》. Westminster: Osprey. ISBN 978-1-855329-865-5 |isbn= 값 확인 필요: length (도움말).
- Mackenzie, Compton (1951). 《Eastern Epic》. Chatto & Windus, London.
- Mockler, Anthony (1984). 《Haile Selassie's War: The Italian-Ethiopian Campaign, 1935-1941》. New York: Random House. ISBN 0-394-54222-3.
- Mollo, Andrew; McGregor, Malcom; Turner, Pierre (1981). 《The armed forces of World War II : uniforms, insignia, and organization》. New York: Crown Publishers. ISBN 0-517-54478-4.
- Platt, William, Operations of the East African Command, 12 July 1941 to 8 January 1943 published in “No. 37655”. 《런던 가제트》. 1946년 7월 17일. London Gazette는 지원하지 않는 변수를 사용하고 있습니다 (도움말)
- Playfair, Major-General I.S.O.; with Stitt Royal Navy, Commander G.M.S.; Molony, Brigadier C.J.C. & Toomer, Air Vice-Marshal S.E. (2004) [1st. pub. HMSO 1954].  Butler, J.R.M, 편집. 《The Mediterranean and Middle East, Volume I The Early Successes Against Italy (to May 1941)》. History of the Second World War, United Kingdom Military Series. Naval & Military Press. ISBN 1-84574-065-3.
- Porch, Douglas (2004). 《The Path to Victory: The Mediterranean Theater in World War II》. New York: Farrar, Strauss & Giroux. ISBN 978-0374205188.
- Rohwer, Jürgen; Hümmelchen, Gerhard (1992) [1968 (in German)]. 《Chronology of the war at sea, 1939-1945 : the naval history of World War Two》 2, rev. expa판. Annapolis, MD: Naval Institute Press. ISBN 155750105X.
- Rooney, David (1994). 《Wingate and the Chindits》. London: Cassell & Co. ISBN 0-304-35452-X.
- Shireff, David (1995, reprint 2009). 《Bare Feet and Bandoliers: Wingate, Sandford, the Patriots and the Liberation of Ethiopia》. Barnsley: Pen & Sword Military. 336쪽. ISBN 978-1848840294.
- Tucker, Spencer; Roberts, Priscilla Mary and others (2005). 《Encyclopedia of World War II: A Political, Social, and Military History》. Santa Barbara, Calif.: ABC-CLIO. ISBN 1576079996.
- UK Ministry of Information (1942). 《Tha Abyssinian campaigns; the official story of the conquest of Italian East Africa.》. London: HMSO. OCLC 184818818.
- Wavell, Archibald, Operations in the Somaliland Protectorate, 1939-1940 (Appendix A - G. M. R. Reid and A.R. Godwin-Austen) published in “No. 37594”. 《런던 가제트》. 1946년 6월 4일. London Gazette는 지원하지 않는 변수를 사용하고 있습니다 (도움말)
- Wavell, Archibald, Official despatch: Operations in East Africa November 1940 - July 1941 published in “No. 37645”. 《런던 가제트》. 1946년 7월 10일. London Gazette는 지원하지 않는 변수를 사용하고 있습니다 (도움말)
- Italian invasion of British Somaliland, The National Archives Ref WO 106/2336.
- War Diary HQ Somaliforce Jul–Aug 1940, The National Archives Ref WO 169/2870. This file contains many reports, photographs of defensive positions and maps.
- Revised Notes on the Italian Army (with amendments 1–3 incorporated), The War Office.